# Limax punctulatus
Limax punctulatus ist eine Nacktschnecken-Art aus der Familie der Schnegel (Limacidae), die zu den Landlungenschnecken (Stylommatophora) gehört. Sie ist endemisch in einem kleinen Gebiet der Südalpen (Lombardei, Italien und Kanton Tessin, Schweiz).

## Merkmale
Limax punctulatus wird ausgestreckt bis 13 cm lang und ca. 14 mm breit. Der wenig deutliche Kiel erstreckt sich über ungefähr die Hälfte des Rückens. Die Exemplare sind graugelb, mit auf dem Rücken meist regelmäßig verteilten schwarzen Punkten, wobei der Mantel meist weniger dicht punktiert ist (10 bis 25 kleine Flecken). Der Mantelschild ist am vorderen und hinteren Ende gerundet. Auf dem Rücken sind 12 bis 14 Flecken in 3 oder 4 Längsreihen angeordnet. Auf den Flanken sind die Flecken weniger regelmäßig. Seltener kommen auch einfarbige Exemplare vor. Das Atemloch liegt etwas hinter der Mitte des Mantelschildes und ist dunkler umrandet. Die Fußsohle ist zwar in drei Längsfelder unterteilt, aber einfarbig weiß. Der Kiel an der Schwanzspitze ist kurz.

### Ähnliche Arten
Limax punctulatus unterscheidet sich von Limax millipunctatus durch die etwas hellere Grundfarbe und durch das Fehlen einer farblich hervorgehobenen Mittellinie. Das Atemloch zeigt eine dunkle Umrandung, die bei L. millipunctatus fehlt.
Limax punctulatus unterscheidet sich vor allem durch die wesentlich größere Penislänge vom Schwarzen Schnegel (Limax cinereoniger), der bei dieser Art „nur“ etwa körperlang ist, und durch das Kopulationverhalten. L. cinereoniger produziert kein Schleimband, sondern ist mit den Schwanzspitzen angeheftet, L. punctulatus produziert ein „Schleimsegel“ und L. maximus einen bis 40 cm langen Schleimfaden.
Limax punctulatus ist möglicherweise ein älteres Synonym von Limax redii. Letztere Art hat nach Brandstetter einen längeren Penis und eine deutlicher ausgeprägte Schnauze. Im Gegensatz zu L. punctulatus ist das Kopulationsverhalten von L. redii vollständig dokumentiert.

## Geographische Verbreitung und Lebensraum
Das Verbreitungsgebiet beschränkt sich auf ein kleines Gebiet in den Südalpen (Tessin und Lombardei westlich des Comer Sees). In der Schweiz steigt sie bis auf etwa 900 m Höhe an. Das angebliche Vorkommen der Art in Südbulgarien muss gestrichen werden, denn die dortige Population besitzt einen nur körperlangen Penis und ein Kopulationsverhalten, das dem Schwarzen Schnegel (Limax cinereoniger) sehr ähnlich ist.
Die Art lebt in Laubmischwäldern auf meist kalkigem Boden.

## Lebensweise
Über die Lebensweise ist wenig bekannt. Vor kurzem wurde die Kopulation der Art an der Typlokalität des Taxons bei Esino dokumentiert. Sie ähnelt mit den sehr langen Penes, die nahezu parallel nebeneinander hängen, sehr stark dem von Limax redii.

## Taxonomie
Das Taxon wurde von Fernando Sordelli 1871 erstmals beschrieben. In der Literatur findet sich häufig auch 1870 als Publikationsdatum; dies ist ein Irrtum, der Jahresband für 1870 erschien erst 1871. Napoleone Pini berichtigte und ergänzte später die Beschreibung.
Zu dieser Art wurde auch eine Population aus Bulgarien gestellt. Die Kopulation dieser Population ist durch Ivaylo Dedov dokumentiert worden und differiert fundamental mit dem Kopulationsverhalten von L. punctulatus (und auch L. redii). Der Penis ist bei dieser Population im ausgestülpten Zustand knapp körperlang und spiralig verdreht. Die Anheftung der Partner an der Unterlage erfolgt durch die Schwanzspitzen. Dies ist vergleichbar mit dem Kopulationsverhalten des Schwarzen Schnegels (Limax cinereoniger). Diese bulgarische Population ist daher definitiv nicht identisch mit L. punctulatus.

## Belege

### Online
- AnimalBase - Limax punctulatus
- AnimalBase - Limax redii